# Alonso Pita da Veiga
Alonso Pita da Veiga (Ferrol, 1485-1490 - Puentedeume, 1553), hidalgo, vasallo del Rey, señor de Vilacornelle, hombre de armas del emperador Carlos V, al que sirvió en Las Guardas, y héroe de la batalla de Pavía, por la que pasó a la historia tras haber capturado al mismísimo rey Francisco I de Francia en plena batalla la fría mañana del 24 de febrero de 1525.

## Biografía
Hijo del escudero y regidor de Ferrol, Pedro (Yáñez) de Morado, y María Fernández da Veiga, descendientes de los linajes Yáñez de Leiro, Pita da Veiga, Bugueiro de Parga, Mandiá, Lago, etc. De estos últimos, a través de su madre hereda el señorío de Vilacornelle uno de los que poseyeron los Lago, como el de Santa María de Loureda, que en 1205 fue dado en donación por el rey Fernando a Fernán Eans, antecesor del héroe, en agradecimiento por los servicios prestados.
Siguiendo la tradición de las armas, pues varios de sus ascendientes fueron caballeros y otros escuderos de la casa de Andrade, don Alonso participa en campañas tanto en España como en Italia, donde ya había servido su tío Frey Juan Piñeiro, Comendador de la Orden de Malta en Trevejo y Portomarín, cuyos hechos de armas se contienen en la Crónica del Gran Capitán al que hace pleito homenaje del Castillo y fortaleza de Crotona el 28 de agosto de 1497. En el año 1513 figura ya en las filas de las tropas españolas que se hallaban en Italia, a las órdenes de Ramón de Cardona, virrey y capitán general del rey Fernando el Católico, tomando parte en la batalla de Vicenza (o de La Motta) el 7 de octubre de 1513, en cuya jornada tuvo una muy destacada participación, según referencia posterior del emperador Carlos V, “donde os hallastes y señalastes muy bien”. Dentro de las campañas españolas en Italia, combatió también en la conocida batalla de Bicoca el 27 de abril de 1522, y en la de Gattinara (Sesia) el 30 de abril de 1524, en la que vuelve a hacer gala de su comportamiento valeroso, y sobre el cual vuelve a decir el Emperador: “Donde os hallastes y señalastes como hombre de buen ánimo y esfuerzo”.
Centro neurálgico de su biografía como hombre de armas lo constituye la batalla de Pavía el 24 de febrero de 1525, donde recobró del poder de los franceses el estandarte del Serenísimo Infante don Fernando, hermano del Emperador, el cual llevaba bordada la insignia del Ducado de Borgoña, y donde su arrojo lo llevó a capturar y tomar en prisión al mismísimo rey de Francia. En esta acción de armas, las tropas españolas e imperiales al servicio del emperador Carlos V derrotaron a las fuerzas francesas mucho más numerosas. El caballero ferrolano Alonso Pita da Veiga, también relacionado con la villa medieval eumesa, hombre de armas de la compañía de don Hugo de Moncada, tuvo un papel crucial, ya que precipitó su desenlace, así como el final de la campaña, al capturar al monarca francés
De regreso a Galicia, se casó con María García de Vilousaz, del linaje de los Piñeiro, Vilouzas, Pardo, etc, quien hereda la conocida como “casa del puente” de Puentedeume. En Ferrol es miembro destacado de la Cofradía de la Santa Cruz del convento de San Francisco. Sobre los bienes de Puentedeume su hijo (también Alonso) funda vínculo en 1587, lo que pudo llevar a la confusión en cuanto a su lugar de nacimiento. Fallece en Puentedeume en 1553, siendo enterrado en la antigua iglesia conventual de San Francisco de Ferrol junto a las gradas del altar mayor.
Sus descendientes también seguirán el servicio de las armas, empezando por su hijo Juan Pita da Veiga Piñeiro, Señor de Vilacornelle y Pazo de Mandiá, Capitán de Ferrol, Serantes, San Martiño de Andrade, etc, regidor de Ferrol y La Coruña. De manera destacada lo harán en la Armada, en la cual hoy, 500 años después, siguen sirviendo miembros del linaje de Alonso Pita da Veiga. La figura del héroe ha alcanzado una especial visibilidad a través del lienzo " Pita da Veiga en Pavía" realizado por Augusto Ferrer-Dalmau el pintor de Batallas y los estudios iconográficos de María Fidalgo Casares. 

## Batalla de Pavía
Deshecha la caballería francesa por la caballería hispano-imperial y el crucial apoyo de los arcabuceros españoles enviados por el Marqués de Pescara, el rey de Francia huía a caballo cuando tres hombres de armas españoles le alcanzaron para prenderle. Le mataron el caballo y lo derribaron a tierra. Fueron el vasco Juan de Urbieta, el gallego Alonso Pita da Veiga y el granadino Diego Dávila. Pita da Veiga le tomó la manopla izquierda de su arnés y una banda de brocado que traía sobre las armas, con cuatro cruces de tela de plata y un crucifijo de la Veracruz, Diego Dávila le arrebató el estoque y la manopla derecha. Caído el rey en tierra, se apearon Urbieta y Pita da Veiga, le alzaron la vista, y él dijo que era el rey que no lo matasen.
"(...) y allegado yo (Alonso Pita da Veiga) por el lado yzquierdo le tomé la manopla y la banda de brocado con quatro cruces de tela de plata y en medio el cruçifixo de la veracruz que fue de carlomanno y por el lado derecho llegó luego Joanes de orbieta y le tomó del braço derecho y diego de ávila le tomó el estoque y la manopla derecha y le matamos el caballo y nos apeamos Joanes e yo y allegó entonces Juan de Sandobal y dixo a diego de ávila que se apease e yo le dixe que donde ellos e yo estábamos no eran menester otro alguno y preguntamos por el marqués de pescara para se lo entregar y estando el Rey en tierra caydo so el caballo le alçamos la vista y él dixo que era el Rey que no le matásemos y de allí a media ora o más llegó el viso rey que supo que le teníamos preso y dixo que el era viso Rey y que él avía de tener en guarda al Rey e yo le dixe que el Rey era nuestro prisionero y que él lo tubiese en guarda para dar quenta del a su magestad y entonçes el viso Rey lo llebantó y llegó allí monsiur de borbón y dixo al Rey en francés aquí está vuestra alteza y el Rey le Respondió vos soys causa que yo esté aquí y mosiur de borbón respondió vos mereçeys vien estar aquí y peor de los que estays y el viso Rey Rogó a borbón que callase y no halase más al Rey/ y el Rey cabalgó en un quartago Ruçio y lo querían llebar a pavía y el dixo al viso rey que le Rogaba que pues por fuerça no entrara en pavía que aora lo llebasen al monesterio donde él abía salido (...)".
Dos cédulas, una de Nicolás de Salm, Conde de Salm, otorgada en pergamino en la misma tarde de la batalla, y otra otorgada por el mismo Francisco I hallándose en prisión, el 4 de marzo en la fortaleza de Pizzighettone, testimonian estos hechos.
Posteriormente, el 24 de julio de 1529, y siete días después de la concesión del título de marqués del Valle de Oaxaca al conquistador Hernán Cortés, el emperador Carlos V y su madre la reina doña Juana le otorgan un privilegio en Barcelona por el cual, entre otras mercedes, le conceden un nuevo escudo de armas para él y sus descendientes, donde se reflejan los atributos inherentes a su hazaña en Pavía.
Sobre el nuevo escudo de armas, dispuesto en sotuer, literalmente dice: “Un escudo cuartelado, el cuarto de arriba colorado, de color de sangre, y en él una manopla, en señal de la que tomasteis el dicho Rey de Francia, y una corona real un poco más arriba de dicha manopla, y el cuarto de abajo el campo azul con tres flores de lises de oro, que son las verdaderas armas de los reyes de Francia, y el cuarto derecha tenga el campo colorado, como el cuarto de arriba, y en él la banda susodicha con sus cruces y el campo del cuarto siniestro asimismo colorado, y en él el dicho estandarte del dicho Serenísimo Rey de Hungría con las armas de nuestro ducado de Borgoña”.
Otorgó testamento el “Héroe de Pavía” en la Torre de Mandiá, ante el escribano público Juan Fernández Mayña, por el cual mejoró en un tercio y quinto de sus bienes a uno de sus hijos, el capitán Pita da Veiga y Piñeiro, situando la mejora sobre el señorío y coto de Villacornelle.

## Documenta
En el Libro Crisol Histórico Español y Restauración de Glorias Nacionales del historiador José Ferrer de Couto, publicado en La Habana (Cuba) en 1862 y conservado en la Biblioteca de la Universidad de Harvard (USA) desde 1913, se detalla entre otros grandes acontecimientos de los ejércitos españoles y sus héroes, a lo largo de la Historia, los siguientes:
"...que no se ganan en cada campaña victorias como la de Pavía, ni es frecuente tampoco la rendición de un Soberano. Más como quiera que sea, y aún a trueque de ser difusos, a nosotros se nos figura que la historia no perderá nada, y que la gloria local ganará mucho con que se sepa quienes fueron los primeros soldados del ejército español que rindieron al Rey de Francia y lo tomaron en calidad de prisionero.
....cumple hoy a nuestra buena fortuna dar a la estampa la que por este servicio y en los términos que más adelante se verán, otorgó también el Emperador a un Alonso Pita da Veiga; gallego de nación, reputado ya por envidiables hazañas en el ejército de Italia, y ascendiente de una ilustre familia de militares distinguidos, que ha realzado más de una vez los altos merecimientos del real cuerpo de artillería de marina.
He aquí el privilegio, en los términos que lo otorgó el Emperador a los cuatro años de la batalla, y el cual se encuentra todavía en poder de la familia:
"Don Carlos por la divina clemencia siempre augusto, Rey de Alemania; doña Juana su madre, y el mismo Don Carlos por la gracia de Dios, Reyes de Castilla, etc. Acatando los buenos y leales servicios que Vos, Alonso Pita da Veiga, gallego, nuestro vasallo, nos habéis hecho en todas las guerras que se han ofrecido, ansi en España como en Italia, donde os habéis hallado, especialmente en la batalla de Bicencio, que D. Ramón de Cardona vizrey y capitán general que fue del Católico Rey nuestro abuelo y Señor, que haya santa gloria, en el Nuestro reino de Nápoles dio contra Bartolo de Albiano, capitán general de venecianos, donde os hallastes y señalastes muy bien, y lo mismo en la batalla que Próspero Colonna, que fue Nuestro capitán general de Italia, hubo en la Vicoca, con Mr. de Escur, capitán general del Rey de Francia y de su ejército; y ansí mismo en la que D. Carlos, duque de Borbón, Nuestro capitán general que fue de Italia, y D. Carlos de Lanoy, Nuestro vizrey de Nápoles y D Francisco Hernando Dávalos de Aquicio, Marqués de Pescara, Nuestro capitán general de infantería, dieron en Gatinara al ejército de franceses, de que era capitán general el Almirante de Francia, donde os hallastes y señalastes, como hombre de buen ánimo y esfuerzo, de todo lo cual soy informado y certificado por cartas de los dichos Nuestros capitanes generales de Italia, y de otras personas que de allá han venido: y demás dello nos consta y es claro y notorio que en la batalla sobre Pavía, que los dichos Duque de Borbón y D. Carlos de Lanoy y Marqués de Pescara, hubieron con el Rey de Francia, donde le desbarataron y prendieron, vos, continuando vuestra lealtad y esfuerzo, y el deseo que teneis de Nos servir, peleastes como valiente hombre, y cobrastes de poder de franceses el estandarte del Serenísimo Infante D. Fernando, que agora es Rey de Ungría, Nuestro muy caro y muy amado hijo y hermano, en el cual iba la insignia del Nuestro ducado de Borgoña, y lo tomaron los dichos franceses, habiendo muerto al alférez que lo traía, en prueba de la cual hazaña, os ficimos merced de seiscientos ducados de oro; y en la misma batalla ficistes tanto que allegastes a la misma persona de dicho Rey, y fuiste en prenderle, juntamente con las otras personas que le prendieron, y vos le quitastes la manopla izquierda de su arnés y una banda de brocado que traía sobre las armas, con cuatro cruces de tela de plata y un crucifijo de la Veracruz, de lo cual el mismo Rey de Francia hizo fe y testimonio por una cédula firmada de su propia mano, y Nos vos hicimos merced por ello de treinta mil maravedies cada año para toda vuestra vida, allende de vuestro salario ordinario de hombre de armas; en memoria de lo cual, y porque los Emperadores, y Reyes, y Príncipes, acostumbre honrar y hacer mercedes a los que bien les sirven, para que en sus linajes y sucesión quede de ellos perpetua memoria, y otros a ejemplo dellos se esfuercen y animen a bien servir.
"Por la presente de Nuestro propio motu y ciencia cierta y poderío Real absoluto, de que en esta parte queremos usar y usamos como Reyes y Señores naturales, es Nuestra merced y voluntad de os hacer merced, y conceder y dar por armas un escudo cuarteado, el campo del cuarto de encima colorado de color sangre, y en él una manopla en señal de la que tomastes al dicho Rey de Francia, y una corona real de oro un poco más arriba de la dicha manopla; y del cuarto de abajo el campo azul con tres flores de lises de oro, que son las verdaderas armas de los Reyes de Francia; y el cuarto derecho tenga el campo colorado como el cuarto de arriba, y en él la banda subdicha con sus cruces; y el campo del cuarto siniestro asimismo colorado, y en él el dicho estandarte del Serenísimo Rey de Ungría con las armas de Nuestro ducado de Borgoña, y timbrado dicho escudo según y como y de la manera que va puesto y pintado aquí.
"Las cuales dichas armas vos damos y concedemos para Vos, y para vuestros hijos y descendientes nacidos y por nacer, y sus descendientes de ellos perpetuamente para siempre jamás, para que las podais y puedan traer y poner por vuestras armas y suyas en vuestros reposteros y suyos, y en las otras partes en donde las quisiereis y quisieren traer y poner libremente; sin que por ello y por ninguna causa ni razón que sea o ser pueda, vos sea ni pueda ser puesto embargo ni impedimento alguno a vos ni a los dichos vuestros hijos descendientes, , y a los suyos perpetuamente para siempre jamás; y por esta Nuestra carta o por su traslado signado de escribano público, mandámos al Ilustrísimo Príncipe D. Felipe, Nuestro muy caro y amado hijo y nieto,a los Infantes, perlados, duques, marqueses, condes, ricoshomes, maestre de la órdenes, priores, comendadores, subcomendadores, alcaides de los castillos, y casas fuertes y llanas, y a los del Nuestro consejo , presidente, oidores de las nuestras audiencias, alcaldes, alguaciles de la nuestra casa y corte y chancillerías, y a todos los consejos, y a sus tenientes, gobernadores, merinos prebostes, y otras cualquier nuestras justícias y jueces destos reinos y señoríos, y a cada uno y cualquier dellos en sus lugares e jurisdicciones, que vos dejen y consientan a vos, y a los dichos vuestros hijos nacidos y por nascer, y a sus descendientes para siempre jamás, traer y tener y poner por vuestras armas las subsodichas, según como dicho es; y que en ello ni en parte dello embargo ni contrario alguno vos no pongan ni consientan poner; y vos guarden y cumplan esta dicha Nuestra carta y la merced en ella contenida; y contra ella ni contra cosa alguna ni parte de ella no vallan ni pasen, ni consientan ir ni pasar en tiempo alguno ni por alguna manera, sopena de la Nuestra merced y de diez mil maravedíes para Nuestra cámaraa cada uno que lo contrario hiciere; e demás mandamos al home que les esta Nuestra carta mostrare, que les emplace que parezcan ante Nos en la Nuestra corte del día para que los emplazaren fasta quince días primeros siguientes, so la dicha pena; so la que mandamos a cualquier escribano público, que para esto fuere llamado, que dé ende al que se la mostrare testimonio signado, con su signo, porque Nos sepamos como Nuestro mandado se cumple- Dado en Barcelona a 24 de Julio, año del nacimiento de Nuestro Señor Jesucristo de 1529 años-Yo el Rey-Yo Pedro de Casasola, secretario de sus Cesáreasy Católicas Majestades, la fice escribir por su mandato-Idiaquez."